# Separator (kanalizacja)

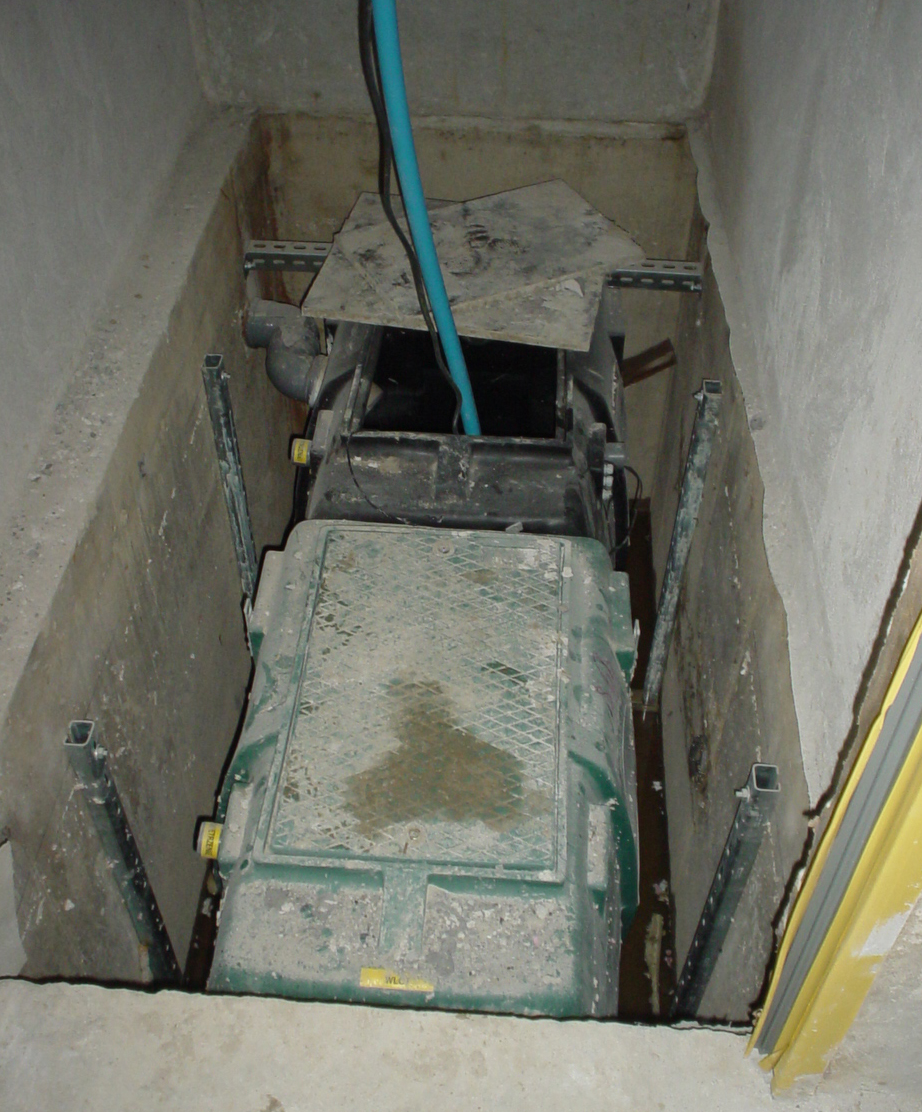
Separator substancji ropopochodnych w trakcie
montażu na budowie

Separator (osadnik) – urządzenie służące do oczyszczania ścieków przed wprowadzeniem ich do sieci kanalizacyjnej.

## Rodzaje separatorów
- Ze względu na oczyszczane substancje:
  - separatory substancji ropopochodnych
  - separatory skrobi
  - separatory tłuszczów (zwane potocznie tłuszczownikami)

## Postawa prawna
- Rozporządzenie Ministra Środowiska z dnia 18 listopada 2014 r. (Dz.U. z 2014 r. poz. 1800) w sprawie warunków, jakie należy spełnić przy wprowadzaniu ścieków do wód lub do ziemi, oraz w sprawie substancji szczególnie szkodliwych dla środowiska wodnego.
- Polskie Normy:
  - PN-EN 858:2005
  - PN-S-02204:1997

## Separatory substancji ropopochodnych

### Zastosowanie
Separatory te stosuje się do oczyszczania wód deszczowych, roztopowych i poprocesowych z terenów, które zagrożone są skażeniem substancjami ropopochodnymi (np. stacje paliw, parkingi dla samochodów, myjnie).

### Działanie
Ścieki przepływając przez separator zostają w sposób mechaniczny separowane (sedymentacja i flotacja). Oleje i emulsje zostają na powierzchni, a pozostałe ścieki odprowadzane są do kanalizacji. Aby przyśpieszyć zjawisko separacji stosuje się pakiety koalescencyjne (do łączenia drobnych kropel oleju w większe).
Norma PN-EN 858:2005 dzieli separatory na dwie grupy:
Klasa I – separatory koalescencyjne, dla których stężenie ropopochodnych na odpływie musi być poniżej 5 mg/l
Klasa II – separatory grawitacyjne, dla których stężenie ropopochodnych na odpływie musi kształtować się poniżej 100 mg/l

### Dobór separatora
Dobór urządzenia sprowadza się do określenia jego wielkości nominalnej. Wielkość ta określa maksymalny przepływ ścieków deszczowych i/lub procesowych, dla których zostanie dotrzymana zakładana redukcja stężeń substancji ropopochodnych na odpływie z separatora.
gdzie:

NS – wielkość nominalna,

Qr – nominalny przepływ ścieków deszczowych w l/s,

Qs – maksymalny przepływ ścieków procesowych w l/s,

fd – współczynnik gęstości,

fx – współczynnik utrudnienia separacji.

Dokładne wyjaśnienie jak należy przyjmować poszczególne współczynniki można znaleźć we wspomnianej normie PN-EN 858:2005.

## Separatory skrobi

### Zastosowanie
Separatory te stosuje się w zakładach przetwórstwa ziemniaczanego a także: w restauracjach, hotelach, barach szybkiej obsługi, zakładach mięsnych i przetwórstwa warzywnego.

### Działanie
Separatory skrobi są to urządzenia, w których w sposób grawitacyjny następuje oddzielenie lżejszych od wody skrobi od reszty ścieków. Urządzenia te eliminują także powszechne w przypadku ścieków z zawartością skrobi ziemniaczanej zjawisko spieniania ścieków.

### Dobór
Dobór urządzeń odbywa się na podstawie przepływu nominalnego.

## Separatory tłuszczu

### Zastosowanie
Stosuje się je w restauracjach, barach, stołówkach, kuchniach, masarniach oraz w zakładach mięsnych i przetwórstwa spożywczego oraz wszędzie tam, gdzie występują ścieki technologiczne ze zwiększonym stężeniem tłuszczów roślinnych i zwierzęcych.

### Działanie
Działanie separatora tłuszczu oparte jest na zjawisku grawitacji – różnica gęstości sprawia, że ścieki zawierające ciężkie substancje opadają na dno, natomiast lekkie substancje, tj. oleje i tłuszcze zwierzęce flotują na powierzchnię wody. Z tego względu separator składa się z dwóch części (osobnych lub zintegrowanych zbiorników): osadnika i separatora właściwego.

### Dobór
Dobór wielkości urządzenia powinien bazować na jakości i ilości doprowadzanych ścieków, biorąc pod uwagę:
- maksymalny przepływ ścieków
- temperaturę ścieków
- gęstość tłuszczów i olejów podlegających separacji
- wpływ używanych środków wspomagających zmywanie

Szczegółowy opis doboru separatorów tłuszczu przedstawia norma PN-EN 1825.